# Geococcus associatus
Geococcus associatus är en insektsart som beskrevs av Ireneo L. Lit 1992. Geococcus associatus ingår i släktet Geococcus och familjen ullsköldlöss.
Artens utbredningsområde är Filippinerna. Inga underarter finns listade i Catalogue of Life.